# Dorothy Shirley
Dorothy Ada Shirley, po mężu Emerson (ur. 15 maja 1939 w Manchesterze) – brytyjska lekkoatletka, skoczkini wzwyż.
Na Igrzyskach Olimpijskich w Rzymie w 1960 zdobyła srebrny medal (ex aequo z Polką Jarosławą Jóźwiakowską). Do jej osiągnięć należy również brązowy medal mistrzostw Europy (Sztokholm 1958). Ma w swoim dorobku także srebrny medal Igrzysk Imperium Brytyjskiego i Wspólnoty Brytyjskiej (Kingston 1966). Trzecia zawodniczka Finału „A” pucharu Europy (1967). Pięciokrotnie była mistrzynią Wielkiej Brytanii na otwartym stadionie (1960, 1961, 1966, 1968, 1970) i raz w hali (1965). W 1967 została mistrzynią Republiki Południowej Afryki. Kilkunastokrotna mistrzyni północnej Anglii w skoku wzwyż, zdobyła także dwa złote medale w pięcioboju.
Swój rekord życiowy ustanowiła (1,74 m) ustanowiła w 1969.